# Sigmundstor
Sigmundstor, popularno znan izključno kot Neutor, je predor, ki je bil zgrajen v mestu Salzburg v 18. stoletju. Staro mesto povezuje z okrožjem Riedenburg in je dolg 131 metrov. Sigmundstor je najstarejši cestni predor v sedanji Avstriji in za Urnerlochom pod Gotthardom v Švici (dolg 64 metrov, dokončan leta 1708 ); vzhodna cev Ilzdurchbruchs v Passau je najstarejši cestni predor v Evropi, kolikor je znano. Včasih je služil istočasno kot ena izmed mestnih vrat zgodovinskega starega mesta. Od leta 1916 do 1940 ga je uporabljal tudi tramvaj, od takrat pa skozi Sigmundstor vozi salzburški trolejbus.

## Predzgodovina
Leta 1675 je salzburški dvorni gradbeni komisar Michael Springrueber pristopil k dvornemu vojnemu svetniku, Guidobaldu Francu Freiherrju von Hegiju, da bi razširil kamnolom Hofstall, da bi izboljšal obrambno moč središča mesta Salzburg in trdnjave Hohensalzburg na tak način, da je bil Mönchsberg prerezal na polovico, in ga nato povezal le s pomočjo snemljivega lesenega mostu. Po morebitnem padcu obrambnih sistemov trdnjave na območju Monika- in Avguštinskih vrat bi celoten Mönchsberg padel v roke sovražnika vse do trdnjave, staro mesto bi pa že padlo pod ognjem. Leta 1676 je Hegi z isto prošnjo pristopil h knezonadškofu Maxu Gandolfu von Kuenburgu in prosil, naj preveri ali se Mönchsberg ne more premostiti na najožjem mestu. V svojih pripombah je prvič omenil tudi velike koristi za širitev mesta. Dolinsko depresijo Riedenburg kot naselje na območju blizu starega mesta bi bilo mogoče zlahka uporabiti s prebojem, novo okrožje pa bi bilo mogoče tudi relativno dobro zavarovati z vojaškimi sredstvi.
Od leta 1676 do 1687 (smrt Maxa Gandolfa) je pri Hofstallu deloval kamnolom, v goro so izkopali 35 metrov. Po tem so nadaljnje delo opustili zaradi neučinkovitosti. To delo lahko vidimo še danes, preboj, ki se je začel, tvori razgledno teraso, vklesano v goro poleg Festspielhausa in nad današnjim Sigmundstorom.

## Zgodovina gradnje
Leta 1759 je takratni gradbeni komisar Elias Edler von Geyer idejo o preboju Mönchsberga prinesel zdaj že knezonadškofu Sigismundu grofu Schrattenbachu. Načrt je bil sprva znova ocenjen kot izvedljiv, vendar je bila iz stroškovnih razlogov najprej sprejeta odločitev o uporabi začasnega predora, ki naj bi kasneje predstavljal osnovo za delitev Mönchsberga na dva dela - načrt, iz katerega so se odgovorni nato vse bolj odmikali.
14. maja 1764 se je gradnja predora začela na obeh straneh, 2. septembra 1765 pa je bil prebit. Vodstvo gradnje je nadgradilo inženirja majorja Eliasa von Geyerja. Stroški gradnje konstrukcije predora so bili 5.565 guldnov in 50 krajcarjev, kar je približno tretjino manj, kot so predvidevali pred začetkom gradnje . Skupni stroški so znašali 19.820 guldnov, od tega samo portali 11.538 guldnov.
Za gradnjo cest so uporabili izkopan kamen dolžine 135 m, širine 5,5 m in višine 7 m - približno 4500 m³. Predor se vzpenja za 8%, kar daje prednost naravni osvetlitvi.

## Sigmundstor kot umetniško delo
Oba portala je arhitekturno zasnoval Wolfgang Hagenauer, kipe pa Johann Baptist Hagenauer.

### Vzhodni portal
Na vhodu v Sigmundstor je bil na strani starega mesta nad reliefnim portretom suverena postavljen napis, ki še vedno spominja na lastnika Sigismunda grofa Schrattenbacha: Te saxa loquuntur ('Kamni govorijo o tebi'). Pred današnjim vzhodnim portalom je bil prvotno nameščen še en lok, v podaljšku današnje freske konjskega napajališča. Kraj je imel strogo simetrično in harmonično podobo. Za njim ležeča razkošna vrata so z odstranitvijo sprednjih vrat izgubila prvotni učinek presenečenja.

### Zahodni portal
Portal na zahodu (proti okrožju Riedenburg) prikazuje kronanje predorskega portala s kipom burgundskega kralja, mučenika in svetnika Sigismunda († 524) čez vojne trofeje in grb Schrattenbachov.
Tamkajšnji napis se glasi: D(eo) O(ptimo) M(aximo) - D(ivino) Sigismundo M(artyri) publico bono, commodo decori. SIgIsMVnDI ArChIepIsCopI SaLzVrgensIs P(rincepis) S(acri) R(omani imperii) comitib (us) de Schrattenbach aeternae memoriae W(olfgangus) Hagenauer archit(ectus) ('Bog, največji in najvišji - svetemu mučencu Sigismundu, salzburškemu nadškofu in knezu Svetega rimskega cesarstva (nemškega naroda) iz družine Schrattenbach, arhitekt Wolfgangu Hagenauerju'). Velike črke se seštejejo kot rimske številke (V = U) do leta 1767.
Podstavek kipa ima napis: Joan(nnae) Hagenauer inv(enit) exc(ussit) et eff(ecit) ('Johann (Baptist) Hagenauer si je izmislil (kip), ga iztrgal iz kamna in ga dokončal').

### Razvalina bastijona
Gradbeni načrt je predvideval izvedbo pripadajočega vojaškega predhodnega dela v umetniško prikriti obliki ruševinastega parka v Riedenburgu. Te ruševine naj bi simbolizirale rimsko mesto Iuvavum v njegovih razvalinah, ki je v tistem času prišlo nazaj v zavest javnosti in starost mesta Salzburg. Sam park zaradi smrti Sigismunda leta 1772 ni bil izveden, razen dveh porušenih obeliskov. Johann Baptist von Hagenauer je bil razrešen po sporu z bolj varčnim nadškofom Colloredoom, vendar je njegov brat Wolfgang ostal na položaju gradbenega direktorja.

## Nekdanji vojaški cvinger pred zahodnimi vrati
Do približno leta 1860 je Sigmundstor na zahodni strani utrdil cvinger, obrambni zid s stražarsko in cestninsko hišo, ki je bil na treh straneh obdan s širokim jarkom dvižnimi mostovi. Sam Sigmundstor je bil pred napadom zaščiten s palisadami.

## Današnji pomen
Danes je ozki Sigmundstor z dvema voznima pasovoma pomembna prometna pot od zahodnih okrožij do starega mesta in je v festivalskih sezonah zelo obremenjen. Zraven ulice vodi manjši predor za pešce in kolesarje na severni strani, obrnjen stran od trdnjave, iz katerega dostopni tuneli vodijo tudi na severno od dveh starih mestnih garaž, ki sta v Mönchsbergu. Predor skozi goro na strani trdnjave, namenjen samo pešcem, vodi stran od neposredne poti, vzporedne s cestnim predorom. Ponuja tudi dostop do južne garaže starega mesta in neposreden dostop do festivalske dvorane med predstavami.
Prvotno ime vrat prebivalstvu ni bilo všeč. Ime Sigmundstor je oživelo šele po letu 1990, saj je bil trg, ki meji na staro mesto, poimenovan Sigmundsplatz po Sigismundusu Christophu von Schrattenbachu, po smrti spremenjen v ime Herbert von Karajan. Izraz Neutor velja za prebivalstvo Salzburga še danes, še posebej, ker ulica, ki vodi izven vrat, še naprej nosi ime Neutorstraße.
Tik pred volitvami za občinski svet in župana leta 2019 so se SPÖ, NEOS in Zeleni odločili, da bodo Neutor v starem mestu Salzburga zaprli za avtomobile. Potem ko je bil prvi krog volitev izgubljen, se je salzburški SPÖ marca 2019. oddaljil od te odločitve .